# La Lande-sur-Eure
La Lande-sur-Eure è un comune francese di 186 abitanti situato nel dipartimento dell'Orne nella regione della Normandia.

## Società

### Evoluzione demografica
Abitanti censiti